# 이웃사촌 프로젝트 무지개
《이웃사촌 프로젝트 무지개》는 2005년 5월 6일부터 2005년 7월 1일까지 방영된 KBS 2TV의 동네 이야기 연예오락 프로그램이며 도시골목의 담을 허무는 과정을 보여주자는 것이 기획의도였으나 시작한 지 8회 만에 막을 내려야 했고 당시 해당 프로그램 자리에는 2005년 5월 14일 첫 회부터 토요일 밤 10시 5분에 방영된 구수한 세상 누룽지가 같은 해 7월 8일부터 이동 편성됐지만 옮겨간 지 얼마 안 돼 가을개편으로 프로그램이 폐지되어 뮤직뱅크가 2005년 봄 개편부터 일요일 낮 1시로 옮겨간 뒤 이어진 KBS 2TV의 금요일 오후 7시 징크스를 벗어나지 못했다.

## 기획의도
- 대한민국 전 국민을 하나로! 단절된 마음의 벽을 허무는 그 날 까지! 이웃사촌 프로젝트! 무지개! 우리는 내 옆집 이웃에 대해 얼마나 알고 있을까? 이웃과의 단절의 상징이고, 개인 이기주의의 경계로 인식되고 있는 담!! “ 마음의 벽, 굳게 닫힌 관심과 양보, 배려의 담”을 허물어 희망과 이해의 골목으로 만들고자 발 벗고 나선 대국민 동참사업 이웃사랑 프로젝트 <무지개>! 매주 색깔이 다른 골목, 컨셉이 있는 골목, 이웃사랑으로 다시 태어나는 골목을 만들기 위해 담 허물기 전국 사업이 방송되며 주차난을 해소하고, 담 없는 골목, 푸른 정원이 있는 공원화 된 마을조성, 이웃끼리 열린 마음으로 골목 안에서 다시 하나가 되는 전 과정을 방송 한다. 담 허물기 과정에서 이웃 골목 주민들의 자연스러운 관심과 참여를 유도해 담 허물기 과정을 통해 더욱 폭 넓은 이웃간 불신이 허물어지는 가능성을 보게 될 것이며 본 방송을 통해, 벽을 허문 후에 달라진 이웃관계와 환경변화를 보고 누구나 참여하고 싶고, 동참하고 싶은 전 국민적인 사업으로 성장 시키고자 한다.

## 코너 소개
- <이창명의 골목 X파일>!! - 나는 네가 지난 밤 골목에서 한 일을 알고 있다! 시시각각 골목에서 벌어지는 모든 일을 낱낱이 분석하는 골목 X-파일~ 무지개 골목 지킴이 이창명이 매주 해당 골목을 찾아가 골목 골목에서 벌어지는 갖가지 에피소드를 리얼하게 담아낸다.
- 지금은 공사 중... - 아름다운 골목의 기적을 위해 최고의 전문가들이 총출동했다! 한국 최고의 골목을 위해 실측과정과 디자인, 시뮬레이션 과정에서 주민들의 의견을 적극 수렴, 전혀 새로운 개념의 아름다운 골목제안, 보안과 세입자 프라이버시 문제점 및 주거 편의, 그리고, 합법적 주차 블록의 예시를 제안한다.
- 진솔한 주민들의 이야기가 펼쳐진다! 무지개 포장마차 - 설득 과정, 담 허물기 사업 결정, 공사 과정 등을 통해 조금씩 열리고 있는 주민들 마음의 문... 이제 주민들 마음속에 남아있는 벽을 허물기 위한 마지막 작업으로 주민들이 포장마차에 모여 진솔한 술자리를 가지며 그동안에 이웃들 간에 나누지 못했던 이야기들을 나누는 주민들의 모습을 보여준다.
- 일곱 색깔 아름다운 무지개 골목 탄생! - 담을 허물고 새롭게 변화한 골목의 기적~ 각 골목 특성에 맞춰 디자인된 아주 특별한 무지개 골목.. 옆집 가족과 앞집 가족.. 모두 함께 어우러지는 새로운 골목을 만나본다.

## 진행
- 방송인 지석진
- 방송인 조혜련
- 안형준 교수 (건국대학교 건축공학부 교수, 공학박사/기술사)

## 회차

### 2005년
| 회차           | 방송일   | 제목 (원제)                                          |
| -------------- | -------- | ---------------------------------------------------- |
| 1회            | 5월 6일  | 첫 번째 이야기! - 구로동 111번지에서 일어나는 기적!! |
| 2회            | 5월 13일 | 두 번째 이야기!! 신림4동 475번지                     |
| 3회            | 5월 27일 | 세 번째 이야기!!! 신대방1동 689번지                  |
| 4회            | 6월 3일  | 네 번째 이야기!!!! 마장동 339번지                    |
| 5회            | 6월 10일 | 다섯번째 이야기!! 화곡동 1048번지!                   |
| 6회            | 6월 17일 | 여섯번째 이야기!! 수유5동 518번지                    |
| 7회            | 6월 24일 | 일곱번째 이야기! 장안4동 92번지!!                    |
| 8회 (마지막회) | 7월 1일  | 여덟번째 이야기! 신월 3동 195번지!                   |

## 결방
- 2005년 5월 20일 - 6시 50분부터 친선축구 <영국 첼시 VS 수원 삼성> 중계 편성[3]